# Garuleum
Garuleum es un género de plantas con flores perteneciente a la familia  Asteraceae. Comprende 13 especies descritas y solo 8 aceptadas.

## Taxonomía
El género fue descrito por Alexandre Henri Gabriel de Cassini y publicado en Bull. Sci. Soc. Philom. Paris 1819: 172. 1819.

## Especies seleccionadas
A continuación se brinda un listado de las especies del género Garuleum aceptadas hasta junio de 2012, ordenadas alfabéticamente. Para cada una se indica el nombre binomial seguido del autor, abreviado según las convenciones y usos.
- Garuleum album S.Moore
- Garuleum bipinnatum (Thunb.) Less.
- Garuleum latifolium Harv.
- Garuleum pinnatifidum (Thunb.) DC.
- Garuleum schinzii O.Hoffm.
- Garuleum sonchifolium (DC.) Norl.
- Garuleum tanacetifolium (MacOwan) Norl.
- Garuleum woodii Schinz